# Campanula sarmatica
Campanula sarmatica är en klockväxtart som beskrevs av Ker Gawl. Campanula sarmatica ingår i släktet blåklockor, och familjen klockväxter.

## Underarter
Arten delas in i följande underarter:
- C. s. calcarea
- C. s. ramosissima
- C. s. sarmatica
- C. s. woronowii

## Bildgalleri

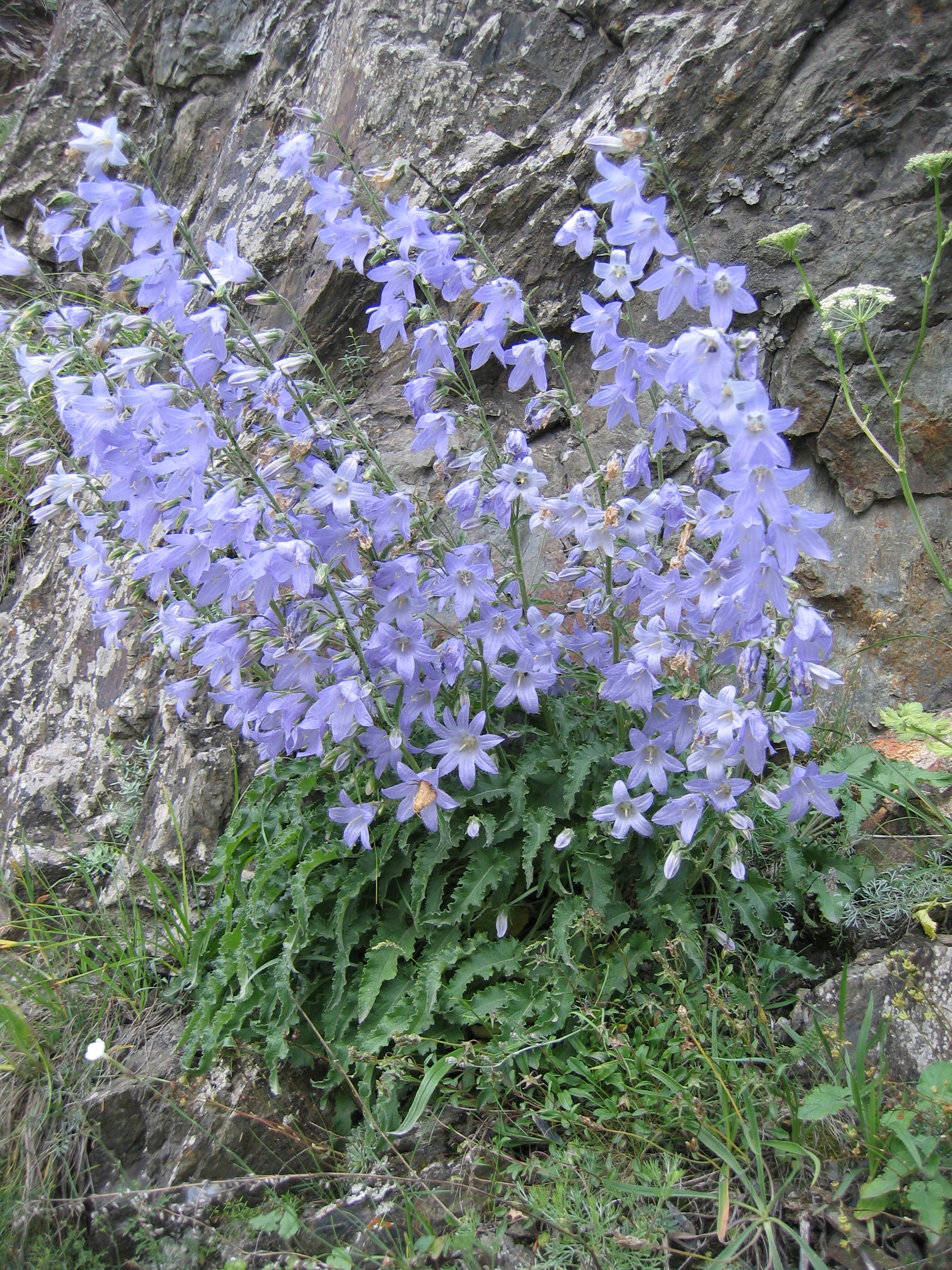
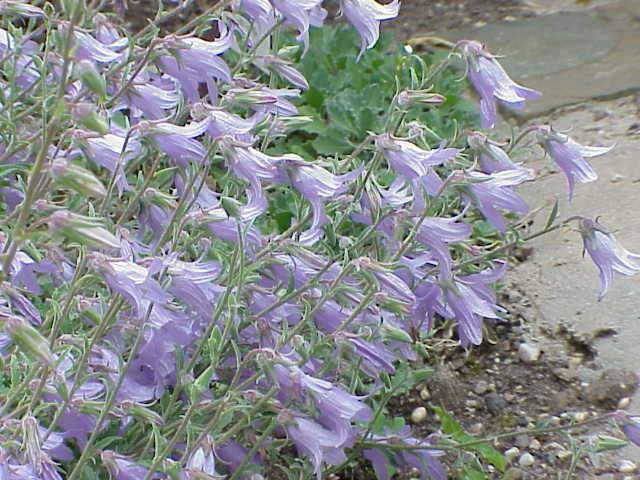
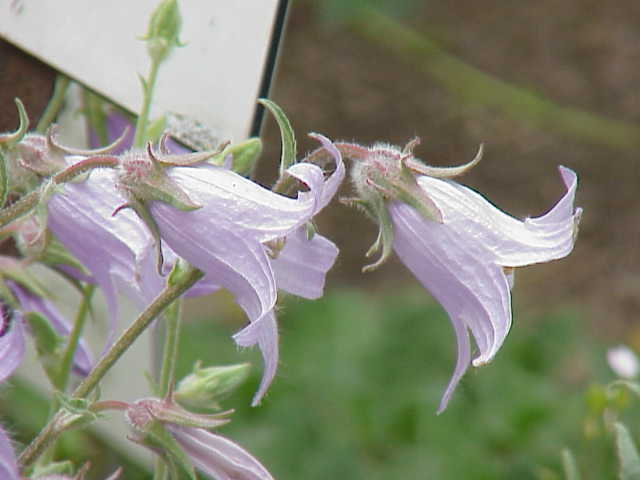